# Врата
Врата (двери) су покретна структура намијењена за заштиту људи или имовине у затвореном објекту. Користе се за заштиту пролаза у или изван простора који се иза њих налази. Служе за заштиту од временских услова попут кише, вјетра, ватре, буке, пропуха итд.
У географији, врата су често синоним за пролаз или капију, као на пример Отрантска врата или Карска врата.
Врата могу имати естетску, симболичку, ритуалну намену. Примање кључа од врата може значити промену статуса од аутсајдера до инсајдера. Врата и улази се често појављују у књижевности и уметности са метафоричким или алегоријским значењем као предзнаком промене.

## Историја
Најранија забележена врата појављују се на сликама египатских гробница, које их приказују као једнострука или двострука врата, свака од једног комада дрвета. Људи су можда веровали да су то врата загробног живота, а нека укључују дизајн загробног живота. У Египту, где је клима изразито сува, врата нису била урамљена против деформисања, али су у другим земљама била потребна врата са урамљеним оквиром — што је, према Витрувију (ив. 6.), рађено помоћу стубова и шина (погледајте: оквир и панел), затворене плоче пуњене тимпаном постављене у жљебове на стубовима и шинама. Вратници су биле вертикалне даске, од којих је једна, са шиљцима или шаркама, позната као висећа, друга као средња или спојена. Хоризонтални попречни делови су горња шина, доња шина и средња или међушина.
Најстарија врата била су направљена од дрвета, попут оних о којима се говори у библијском приказу Храма краља Соломона у маслиновом дрвету, која су била изрезбарена и обложена златом. Сматра се да су врата која Хомер помиње била обложена сребром или месингом. Поред маслиновог дрвета, коришћени су брест, кедар, храст и чемпрес. Археолози у Швајцарској пронашли су врата стара 5.000 година.
Древна врата су била окачена на осовинама на врху и дну носећег стуба, које су деловале у утичнице у надвратнику и прагу, а касније у неком тврдом камену као што је базалт или гранит. Они који је Хилпрехт пронашао у Нипуру, који датирају из 2000. п. н. е., били су у долериту. Зглобови капија у Балавату били су обложени бронзом (сада у Британском музеју). Ова врата или капије су биле окачене у два крила, свака широка око 2,54 m (100 in) и висока 8,2 m (27 ft); биле су опточене бронзаним свежњевима или тракама, 25,4 cm (10,0 in), прекривене кованом декорацијом фигура. Сматра се да су дрвена врата била дебела око 7,62 cm (3,00 in), али је носећи стуб био пречника преко 360 mm (14 in). Друге облоге различитих величина од бронзе показују да је ово био универзални метод усвојен за заштиту дрвених осовина. У Хаурану у Сирији, где је дрво оскудно, врата су направљена од камена, а једна од 1,63 m (5,3 ft) са 0,79 m (31 in) налазе се у Британском музеју; саставни бенд показује да је то било једно од крила дуплих врата. У Куфеиру близу Бостре у Сирији, Буркхардт је пронашао камена врата, висока од 2,74 до 3,048 m (8,99 до 10,00 стопа), која су била улазна врата у град. Денис помиње многа камена врата у Етрурији.
Старогрчка и римска врата су била једнокрилна, двокрилна, трострука, клизна или преклопна врата, у последњем случају крила су била на шаркама и преклопљена. У гробници Терона у Агриђенту налазе се једна врата са четири плоче уклесана у камену. У колекцији Бландел налази се бас-рељеф храма са двоструким вратима, сваки лист са пет панела. Међу постојећим примерима, бронзане двери у цркви СС. Козма и Дамјана, у Риму, важни су примери римске обраде метала из најбољег периода; они су у два листа, сваки са по два панела, и уоквирени су бронзом. Капије Пантеона су сличне по дизајну, са додатним уским хоризонталним панелима на врху, дну и средини. Других двоје бронзаних врата римског периода налазе се у Латеранској базилици.
Грчки научник Херон из Александрије створио је најранија позната аутоматска врата у првом веку током ере Римског Египта. Прва аутоматска врата која се активирају ножним сензором направљена су у Кини за време владавине цара Јанга од Суја (р. 604–618), који је наложио да се једна инсталирају за његову краљевску библиотеку. Прве аутоматске капије касније је створио арапски проналазач Ал-Џазари 1206. године.
Бакар и његове легуре били су саставни део средњовековне архитектуре. Двери Цркве Рођења у Витлејему (6. век) обложене су бронзаним плочама, исеченим у шаре. Оне из Аја Софије у Цариграду, из осмог и деветог века, коване су у бронзи, а западна врата катедрале у Ахену (9. век), сличне израде, вероватно су донета из Цариграда, као и нека од оних у Ст. Марку, Венеција. Бронзана врата на катедрали у Ахену у Немачкој датирају из око 800. године нове ере. Гиберти је 1423. године довршио бронзане крстионице у катедрали у Фиренци. (За више информација погледајте: бакар у архитектури).
Из 11. и 12. века постоје бројни примери бронзаних врата, а најранија је она у Хилдесхајму у Немачкој (1015). Дизајн Хилдесхајма утицао је на концепт врата Гњезно у Пољској. Од осталих у Јужној Италији и Сицилији, следећа су најбоља: у Сент'Андреју, Амалфи (1060); Салерно (1099); Каноса ди Пуглија (1111); Троја, двоја врата (1119. и 1124. године); Равело (1179), од Барисана од Транија, који је направио и врата за катедралу у Транију; и у катедралама у Монреалу и Пизи, Бонано из Пизе. У свим овим случајевима, носећа шипка је имала осовине на врху и на дну. Тачан период када је градитељ прешао на шарку није познат, али је промена очигледно донела још један начин ојачања и украшавања врата – коване траке различитих дизајна. Шарке, по правилу, чине три траке са орнаменталним радовима, са прстеновима изван висећих стубова који се уклапају на вертикалне клинове постављене у зидани или дрвени оквир. Постоји рани пример из 12. века у Линколну. У Француској, метална конструкција врата Нотр Дама у Паризу је леп пример, али многа друга постоје широм Француске и Енглеске.
У Италији, прослављена врата укључују врата базилике Батистеро ди Сан Ђиовани (Фиренца), која су сва у бронзи—укључујући оквире врата. Моделирање фигура, птица и лишћа јужних врата, од стране Андреа Пизана (1330), и источних врата Гибертија (1425–1452), веома је лепо. На северним вратима (1402–1424), Гиберти је усвојио исту шему дизајна оплата и фигура као Андреа Пизано, али на источним вратима, правоугаоне плоче су све испуњене, са бас-рељефима који илуструју теме из Светог писма и безброј фигуре. Ово су можда врата раја о којима Микеланђело говори.
Врата џамија у Каиру била су две врсте: она споља обложена бронзаним или гвозденим лимовима, урезана у украсне шаре, и утиснута или уметнута, са рељефним наглавцима; и она од дрвеног оквира са испреплетеним квадратним и дијамантским дизајном. Последњи дизајн је коптски по пореклу. Врата палате у Палерму, која су израдили Сараценски радници за Нормане, су добар пример и добро су очувана. Донекле слична декоративна класа врата налази се у Верони, где су ивице стубова и шина закошене и урезане.
У периоду ренесансе, италијанска врата су прилично једноставна, њихови архитекти су више пажње посвећивали оковратницима за ефекат; али у Француској и Немачкој је супротан случај, врата су била детаљно изрезбарена, посебно у периодима Луја  и Луја , а понекад и са архитектонским карактеристикама као што су стубови и антаблатуре са забатом и нишама, при чему су врата била у обичном зиду. Док је у Италији била тенденција да се повећа број панела, у Француској је изгледа било супротно; а једна од великих врата у Фонтенблоу, која су двокрилна, у потпуности су изведена као да се састоје само од једне велике плоче.
Најранија ренесансна врата у Француској су она катедрале Ст. Саувеур у Ексу (1503). У доњим панелима налазе се фигуре од 3 ft (0,91 m). високо у готичким нишама, а у горњим панелима двоструки низ ниша са фигурама око 2 ft (0,61 m) високо са надстрешницама над њима, све исрезбарено у кедру. Јужна врата катедрале Бове су у неким аспектима најбоља у Француској; горњи панели су урезани у високом рељефу са фигурама и надстрешницама преко њих. На вратима цркве у Жизору (1575) уклесане су фигуре у нишама које су подељене класичним пиластрима који се преклапају. У Сент Маклу у Руану су троје величанствено изрезбарена врата; оне од Жана Гујона имају фигуре у нишама са сваке стране, а друге у групи велике лепоте у центру. Остала врата, вероватно четрдесет до педесет година касније, обогаћена су бас-рељефима, пејзажима, фигурама и сложеним испреплетеним ивицама.
Насина зграда за склапање возила у Свемирском центру Кенеди садржи четири највећа врата. Зграда за монтажу возила првобитно је изграђена за монтажу возила Сатурн мисија Аполо, а затим је коришћена за подршку операцијама свемирских шатлова. Свака од четири врата су висока 139 m (456 ft).
Најстарија врата у Енглеској налазе се у Вестминстерској опатији и датирају из 1050. године. У Енглеској у 17. веку панели на вратима су били подигнути око њих са болекционим или избоченим панелима, понекад богато изрезбареним; у 18. веку лајсне су рађене на вратницима, а оквири су били исклесани орнаментом у виду јаја и стрелица.

## Галерија
- Врата цркве у Борчу
- Врата од липовог дрвета, XIX век, (Народни музеј Лесковац).
- Врата у венецијанском стилу, XVIII век Музеј Мандралиска.